# Philip Kerr
Philip Ballantyne Kerr (ur. 22 lutego 1956 w Edynburgu, zm. 23 marca 2018) – brytyjski pisarz, autor kryminałów historycznych, thrillerów i powieści science fiction. Pod pseudonimem P.B. Kerr tworzył również powieści dla dzieci i młodzieży.

## Życiorys
Urodził się 22 lutego 1956 w szkockim Edynburgu. Ukończył studia z zakresu prawa i filozofii na University of Birmingham. Następnie pracował jako copywriter.
Publikował w dziennikach The Sunday Times, Evening Standard i New Statesman. Napisał scenariusze do trzech odcinkach serialu Grushko.
Otrzymał nagrody literackie: Prix du Roman d’Aventures, Prix Mystère de la critique (obie za debiut powieściowy Marcowe fiołki), Barry Award, Ellis Peters Historical Dagger, Premio RBA de Novela Negra (wszystkie za powieść If The Dead Rise Not), dwukrotnie Deutscher Krimi Preis (za powieści Traktat morderczo-filozoficzny i Gra w Gridironie), Bad Sex in Fiction Award (za najgorszy opis aktu seksualnego w powieści Gra w Gridironie), Prix du polar européen (za powieść The one from the other) oraz Palle Rosenkrantz Prisen (za powieść Był Pan w Smoleńsku, kapitanie?).
Zmarł 23 marca 2018.

## Życie prywatne
W 1991 poślubił pisarkę Jane Thynne. Mieli troje dzieci.

## Powieści
seria Bernhard Günther
1. March Violets (1989; wyd. pol. 2014 Marcowe fiołki)
2. The Pale Criminal (1990; wyd. pol. 2014 Blady przestępca)
3. A German Requiem (1991; wyd. pol. 2014 Niemieckie requiem)
4. The One from the Other (2006)
5. A Quiet Flame (2008)
6. If the Dead Rise Not (2009)
7. Field Grey (2010)
8. Prague Fatale (2011; wyd. pol. 2015 Miłość i śmierć w Pradze)
9. A Man Without Breath (2013; wyd. pol. 2015 Był pan w Smoleńsku, kapitanie?)
10. The Lady from Zagreb (2015)
11. The Other Side of Silence (2016)
12. Prussian Blue (2017)
13. Greeks Bearing Gifts (2018)

- A Philosophical Investigation (1992; wyd. pol. 1998 Traktat morderczo-filozoficzny)
- Dead Meat (1993)
- Gridiron (1995; wyd. pol. 1996 Gra w Gridironie)
- Esau (1996; wyd. pol. 1998 Ezaw)
- A Five Year Plan (1997; wyd. pol. 1999 Pięcioletni plan)
- The Second Angel (1998)
- The Shot (1999)
- Dark Matter: The Private Life of Sir Isaac Newton (2002; wyd. pol. 2005 Ciemna materia: prywatne życie sir Isaaka Newtona)
- Leverage (2002; wyd. pol. 2008 Przewrotny plan)

seria Dzieci Lampy (wszystkie książki pod pseudonimem P.B Kerr)
1. The Akhenaten Adventure (2004; wyd. pol. 2007 Dzieci lampy i Dżinn Faraona)
2. The Blue Djinn of Babylon (2005; wyd. pol. 2007 Dzieci lampy i królowa Babilonu)
3. The Cobra King of Kathmandu (2006; wyd. pol. 2008 Dzieci lampy i kobra królewska)
4. The Day of the Djinn Warrior (2007)
5. The Eye of the Forest (2009)
6. The Five Fakirs Of Faizabad (2010)
7. The Grave Robbers of Genghis Khan (2011)

- Hitler's Peace (2005)
- One Small Step (2008; pod pseudonimem P.B Kerr)
- Prayer (2013)
- Winter Horses (2014)
- Research (2014)
- The Most Frightening Story Ever Told (2016)

seria Scott Manson Thriller
1. January Window (2014)
2. Hand of God (2015)
3. False Nine (2015)